# Ode an die Freiheit

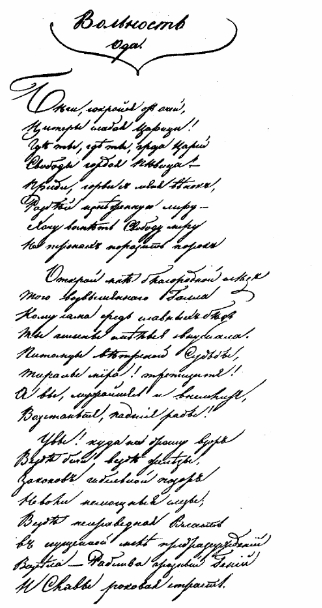
Anfang des Gedichts (Autograph)

Ode an die Freiheit bzw. Wolnost (russisch Вольность, wiss. Transliteration Vol'nost') ist ein Gedicht von Alexander Puschkin, das auch unter verschiedenen weiteren Titeln bekannt ist. Es lieferte einen der Gründe für sein vierjähriges Exil in Südrussland.
Nach seinem Abschluss am Lyzeum trug Puschkin das Gedicht öffentlich vor, eines von mehreren, die zu seiner Verbannung durch Zar Alexander I. führten.
Die Behörden riefen Puschkin nach Moskau, nachdem das Gedicht unter den Habseligkeiten der Rebellen des Dekabristenaufstands (1825) gefunden worden war.
Dem jungen Dichter hatte die Verbannung in das Solowezki-Kloster oder nach Sibirien gedroht, er wurde stattdessen aber nach Jekaterinoslaw gebracht.

## Teilübersetzung
Entfleuch dem Aug’ dich zu verstecken,

Kraftlose Liebeskönigin!…

Wo, wo bist du, der Könige Schrecken,

Der Freiheit stolze Sängerin?

Reiß mir vom Haupt die Blumenkron’ –

Die sanfte Laier laß zerspringen,

Ich will der Welt die Freiheit singen,

Das Laster treffen auf dem Thron.

–

–

–

–

Des laun’gen Glücke Söhne all’,

Erzittert, Ihr der Welt Tyrannen!

Doch Ihr vernehmt’s, Euch zu ermannen

Ihr Sklaven auf von Eurem Fall!…

Das Auge bebt vor der Bedrängnis

Und Noth des Volks entsetzt zurück –

Die Tugend schmachtet im Gefängnis,

Das Laster schwelgt in Macht und Glück; –

Hier Vorurtheil und Unverstand,

Dort ganzer Völker Schmach und Schändung ...

Es reichen Bosheit und Verblendung

Am Throne sich die Bruderhand.

Nur dort liegt eines Volkes Stöhnen

Auf stolzem Königshaupte nicht,

Wo des Gesetzes Macht den schönen

Bund mit der heil’gen Freiheit flicht;

Wo starken Schutz ihr Schild gewährt,

Und wo geführt von sichern Händen,

Rings Schmach und Unheil abzuwenden

Dräut ihr gewaltig Flammenschwert.

Es trifft zu strafen und zu rächen

Die Sünde mit gerechtem Schlag,

Wo schnödes Gold es nicht bestechen

Und Furcht es nicht verderben mag.

Nicht die Natur – Gesetz gab Reich

Und Kron’, Ihr Herrscher! Euch zum Lehen;

Mögt höher als das Volk Ihr stehen:

Doch das Gesetz steht über Euch!…

O Wehe! Weh’ den Völkern allen,

Wo rohe Willkür herrscht, und dann

Volk oder König nach Gefallen

Ob dem Gesetze walten kann.

Sei du zum Zeuge mir erlaubt,

Du Opfer glänzender Verbrechen,

Im Sturm für deiner Väter Schwächen

Gefall’nes königliches Haupt!

Zum Tod’ muß Ludwig sich bereiten

Und die gekrönte Stirn gesenkt

Sieht man ihn zum Schaffote schreiten,

Dem Platz des Gräuls, mit Blut getränkt;

Volk und Gesetze waren taub –

Das blut’ge Mordbeil nur regierte:

Der Purpur, der den König zierte,

Wird seiner wilden Henker Raub.

Selbstmächt’ger Bösewicht und Sünder

Ich hasse Dich und Deine Brut –

Dein Untergang, der Deiner Kinder

Entflammt mein Aug’ zu froher Glut;

Auf Deiner Stirn gefurchtem Feld

Trägst Du als warnendes Exempel

Des Volksfluchs untilgbaren Stempel –

Du Vorwurf Gottes in der Welt!

Wenn auf der Newa dunkeln Wogen

Des Mondes klares Bild sich wiegt

Und dem Gewühl des Tags entzogen

Rings Alles tief im Schlummer liegt

Dann sorgenvoll der Sänger schaut

Das Denkmal langer Schreckensjahre:

Die öde, weiße Burg der Zare,

Die furchtbar durch den Nebel graut.

Er hört aus jener Mauern Schlunde

Die finstre Stimme Klio’s weh’n –

Er sieht vor sich die letzte Stunde

Kalizula’s lebendig stehn: –

Geschmückt mit Band und Orden bricht,

Berauscht von Wein und argen Tücken,

Der Mordschwarm ein mit stieren Blicken:

Im Herzen Furcht, Trotz im Gesicht.

Es schwieg der feile Wächter dorten,

Als sich die Brücke niederwand,

Im nächt’gen Dunkel sind die Pforten

Geöffnet von Verrätherhand;

Der Janitscharen Rotte bricht

Herein o Schrecken unsrer Tage!

Von ihrem mörderischen Schlage

Fällt der gekrönte Bösewicht.

O nehmt’s, Ihr Herrscher! Euch zur Lehre:

Nicht Strafen, nicht des Kerkers Nacht,

Nicht Orden, Krieger noch Altäre

Sind für Euch eine Schutzeswacht.

Vor des Gesetzes sich’rer Macht

Sollt Ihr die stolzen Häupter beugen –

Und Freiheit, Ruhe wird sich zeigen

Als Volks und Thrones treue Wacht!